# Políedre convex
Un políedre convex és un políedre que materialitza un sòlid convex. Aquesta condició es pot expressar de diverses maneres equivalents.
- Per a cada parell de punts del sòlid, el segment lineal que els uneix està totalment contingut en el sòlid (aquesta és la definició habitual de conjunt convex en l'espai);
- Per a cada parell de vèrtexs, el segment que els uneix està totalment contingut en el sòlid;[3]
- El pla que conté cadascuna de les cares divideix l'espai en dos semiespais, i el políedre està totalment contingut en un d'aquests semiespais.

Els políedres més coneguts són políedres convexos.